# Argathona japonica
Argathona japonica is een pissebed uit de familie Corallanidae. De wetenschappelijke naam van de soort is voor het eerst geldig gepubliceerd in 1961 door Sueo M. Shiino.